# Unxiínos
Unxiínos (Unxiini) é uma tribo de coleópteros da subfamília Cerambycinae, que compreende 50 espécies, em 8 gêneros.

## Sistemática
- Ordem Coleoptera
  - Subordem Polyphaga
    - Infraordem Cucujiformia
      - Superfamília Chrysomeloidea
        - Família Cerambycidae
          - Subfamília Cerambycinae
            - Tribo Unxiini
              - Gênero Allopeba
              - Gênero Chariergus
              - Gênero Chenoderus
              - Gênero Ethemon
              - Gênero Paromoeocerus
              - Gênero Parunxia
              - Gênero Rierguscha
              - Gênero Unxia